# Allvar Gullstrand
Allvar Gullstrand (5.6.1862, – 28.7.1930) là một bác sĩ nhãn khoa Thụy Điển, đã đoạt giải Nobel Sinh lý và Y khoa năm 1911.

## Cuộc đời và Sự nghiệp
Sinh tại thành phố Landskrona, Thụy Điển, Gullstrand hợc y học tại Đại học Uppsala năm 1880, tốt nghiệp cử nhân năm 1884; sau đó ông đậu bằng thạc sĩ tại Viện Karolinska năm 1888, rồi tiến sĩ năm 1890.
Ông làm docent tại Đại học Uppsala từ năm 1891, rồi giáo sư nhãn khoa và quang học tại Đại học Uppsala từ năm 1894 tới năm 1927. Ông đã áp dụng các phương pháp toán vật lý để nghiên cứu các hình ảnh quang học và sự khúc xạ ánh sáng trong mắt, và đã đoạt giải Nobel Sinh lý và Y khoa năm 1911 cho công trình nghiên cứu này.
Gullstrand cũng nổi tiếng về công trình nghiên cứu chứng loạn thị, việc cải tiến kính soi đáy mắt và hiệu chỉnh thấu kính gắn vào mắt để dùng, sau khi đã lột phần tinh thể đục ra khỏi mắt.
Ông được cấp bằng tiến sĩ danh dự của Đại học Uppsala năm 1907, tiến sĩ danh dự Đại học Jena (Đức) năm 1908 và tiến sĩ danh dự Đại học Dublin (Ireland) năm 1912.
Ông được bầu làm viện sĩ Viện Hàn lâm Khoa học Hoàng gia Thụy Điển năm 1905, và làm việc trong Ủy ban giải Nobel Vật lý của Viện.
Gullstrand từ trần tại Stockholm và được an táng tại Norra begravningsplatsen (Nghĩa trang Norra).

## Các tác phẩm
- Bidrag till astigmatismens teori (luận án tiến sĩ 1890)
- Om samtidigt bestämmande av refraktion och synskärpa (1891)
- Ett fall af kerotoconus med tydlig pulsation af hornhinnan (1891)
- Ett fall af lenticonus posterior (1892)
- Über Lähmung des unteren Schiefen des Augenmuskels (1897)
- Om dioptriens definition (1899)
- Über Fornixbildung mit gestützten Epidermislappen (1905)
- Die Farbe der Macula centralis retinæ (i "Archiv für Ophthalmologie", 1905)
- Die reelle optische Abbildung (i Vetenskapsakademiens handlingar, 1906)
- Zur Maculafrage (i "Archiv für Ophthalmologie", 1907).
- Thatsachen und Fiktionen in der Lehre von der optischen Abbildung (1907)
- Die optische Abbildung in heterogenen Medlen und die Dioptrik der Kristallinse des Menschen (1908, i Vetenskapsakademiens handlingar 43:2)
- Die Dioptrik des Auges (1909; utgör det av Gullstrand utarbetade band I i tredje upplagan av Helmholtz "Handbuch der physiologischen Optik")
- Einführung in die Methoden der Dioptrik des Auges des Menschen (1911)
- Das allgemeine optische Abbildungssystem (1915, i Vetenskapsakademiens handlingar 55:1).